# وي ريمين
وي ريمين (بالإنجليزية: We Remain)‏؛ هي أغنية للفنانة الأمريكية كريستينا أغيليرا، صدرت في 1 أكتوبر 2013، وكانت ضمن مجموعة أغاني ألبوم مباريات الجوع: ألسنة اللهب - الموسيقى التصويرية الأصلية.